# República Dominicana en los Juegos Olímpicos de Pekín 2008
La República Dominicana estuvo representada en los Juegos Olímpicos de Pekín 2008 por un total de 24 deportistas, 18 hombres y 6 mujeres, que compitieron en 9 deportes.
El portador de la bandera en la ceremonia de apertura fue el atleta Félix Sánchez.

## Medallistas
El equipo olímpico dominicano obtuvo las siguientes medallas:
| Nombre           | Deporte   | Competición |
| ---------------- | --------- | ----------- |
| Oro              |           |             |
| Félix Díaz       | Boxeo     | 64 kg M     |
| Plata            |           |             |
| Gabriel Mercedes | Taekwondo | –58 kg M    |
| Bronce           |           |             |
| —                |           |             |